# Anne-Karine Strøm
Anne-Karine Strøm, née le 15 octobre 1951 à Oslo, est une chanteuse et journaliste norvégienne.

## Biographie
Elle débute en 1963 par la chanson.
Anne-Karine a représenté la Norvège trois fois au Concours Eurovision de la chanson ; en 1973 (comme membre du groupe Bendik Singers), en 1974 et en 1976. C’est la seule chanteuse à avoir terminé deux fois à la dernière place du Concours, en 1974 et en 1976. 
Depuis 1977, elle est journaliste.

## Vie privée
Elle est mariée avec Ole Paus, avec qui elle a eu un fils, Marcus Paus.

## Discographie
- 1971: Drømmebilde
- 1975: Anne Karin
- 1978: Album
- 1982: Casablancas Døtre
- 1986: Landet utenfor